# Soledar
Soledar (ukrajinsky Соледар, stejně i rusky) je město v Doněcké oblasti na Ukrajině. K roku 2014 měl přes jedenáct tisíc obyvatel.

## Poloha a doprava
Soledar leží při ústí řeky Bachmutky, pravého přítoku Severního Doňce v povodí Donu. Od Bachmutu, správního města rajónu, je vzdálen přibližně šestnáct kilometrů severovýchodně.

## Dějiny
Dějiny zdejšího sídla a těžby soli sahají až do 17. století. Vesnice se jmenovala Brjancevka, (později podle bílého kostela Belouspenovka). Jejími obyvateli byli kozáci Izjumského pluku a přistěhovalci ze severu Ukrajiny. Jejich hlavním zaměstnáním byla produkce soli a v roce 1881 poblíž obce založili první solný důl, ke kterému do roku 1922 přibylo pět dalších. Roku 1909 bylo založeno město, roku 1922 bylo připojeno k Sovětskému svazu.
Od roku 1926 se zdejší hornická osada nazývala osada Karla Liebknechta (посёлок Карла Либкнехта) k poctě německého socialistického politika Karla Liebknechta. Během Velké vlastenecké války od 31. října 1941 do září 1943 byla osada okupována německými vojsky. V roce 1965 došlo k povýšení na město zvané Karlo-Libknechtivsk (Карло-Лібкнехтівськ), respektive rusky Karlo-Libknechtovsk (Карло-Ли́бкнехтовск).
K přejmenování na Soledar došlo v roce 1991.

8. dubna 2014 proruští separatisté Soledar začlenili do separatistické Doněcké lidové republiky. Reformou regionální správy z 8. září 2016 byl Soledar společně s městem Časiv Jar přičleněn k Bachmutskému rajónu. 

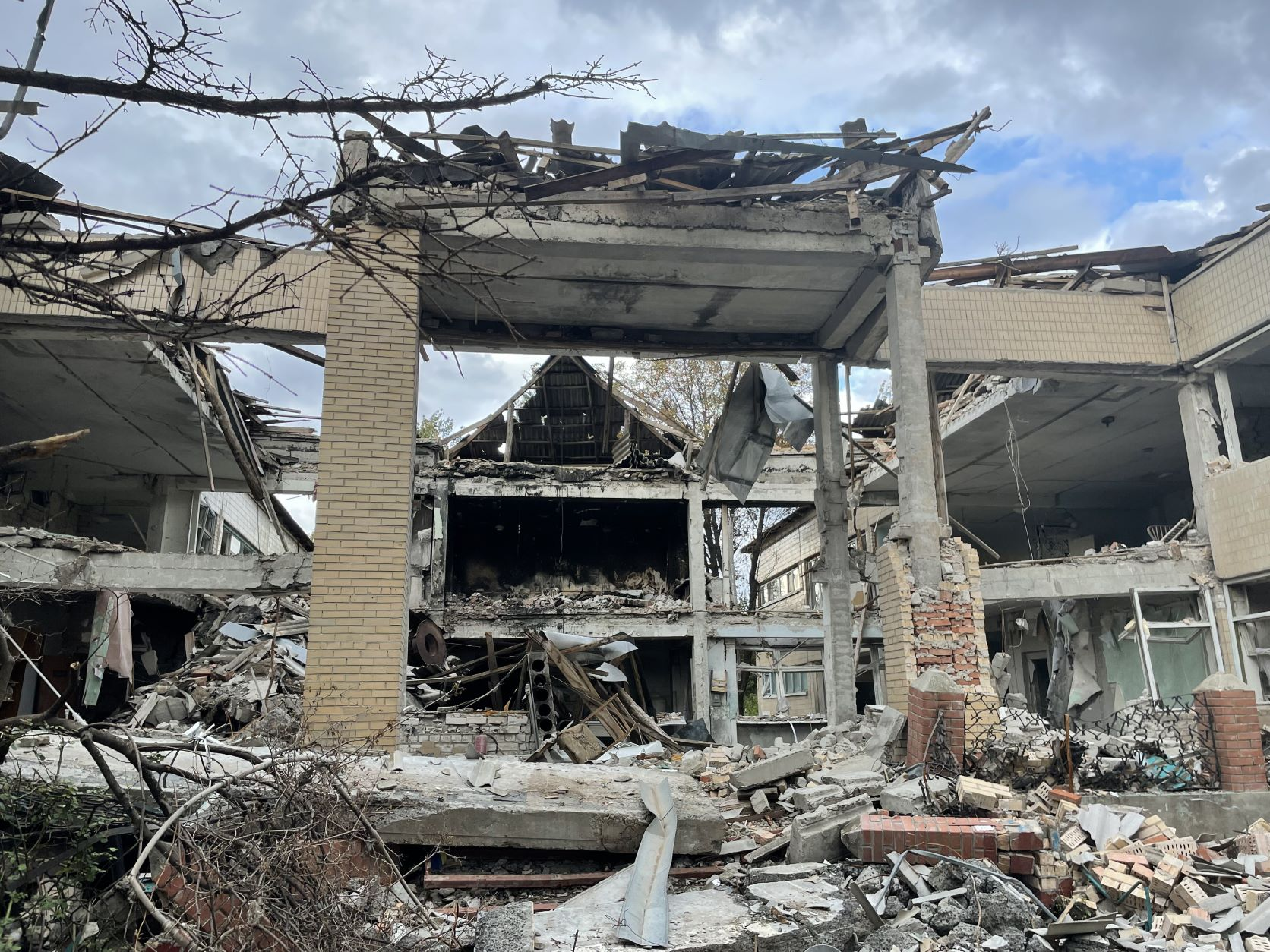
Domy vybombardované 25. září 2022

V roce 2022 bylo město zasaženo ostřelováním a bombardováním během ruské invaze na Ukrajinu. Částečně zničena raketou byla i největší továrna na sůl, což způsobilo nedostatek soli na Ukrajině. Od září 2022 probíhaly mezi ruskými a ukrajinskými vojsky boje o Soledar, dne 25. září došlo k bombardování obytných domů. Podle britské zpravodajské služby k 10. lednu 2023 měli Wagnerovci a pravidelné ruské jednotky pod kontrolou většinu území Soledaru. K dobytí celého města došlo jen o několik dní později.

## Hospodářství
Ve městě je závod Arťomsol, což je největší firma na těžbu a prodej soli ve střední a východní Evropě. Arťomsol zajišťuje produkci 88 % soli na Ukrajině.

## Osobnosti
- Alexandr Petrovič Karpinskyj (1846-1936) ruský geolog, paleontolog a petrograf; prozkoumal a popsal oblast Soledaru, má zde pomník